# سیارک ۹۷۷۸
سیارک ۹۷۷۸ (به انگلیسی: 9778 Isabelallende، نامگذاری:1994PA19) نه هزار و هفتصد و هفتاد و هشتمین سیارک کشف شده‌است که در ۱۲ اوت ۱۹۹۴ کشف شد.
قدر مطلق سیارک برابر ۱۵.۵ است.